# Lukáš Pollert
Lukáš Pollert (pronuncia ceca: [lukaːʃ polɛrt]) (Praga, 24 marzo 1970) è un ex canoista ceco che ha gareggiato dalla fine degli anni '80 ai primi anni 2000. Ha partecipato a due Olimpiadi estive, nelle quali ha vinto due medaglie nella gara di canoa slalom C1 con un oro nel 1992 e un argento nel 1996.
Pollert ha anche vinto una medaglia d'argento nel C1 ai Campionati del Mondo di Canoa Slalom 1997 a Três Coroas e il titolo di Coppa del Mondo nella categoria C1 nel 1993. Ai Campionati Europei ha vinto un totale di quattro medaglie (2 argenti e 2 bronzi).
Prese parte alla Rivoluzione di velluto del 1989 in Cecoslovacchia, che Pollert in seguito considerò più importante per lui della medaglia d'oro conquistata a Barcellona tre anni dopo.
Essendo un dottore in medicina, Pollert si è ritirato nel 2000 ed è attualmente attivo nella sua professione di medico in un ospedale militare di Praga.
Ha pubblicato diversi libri di interviste con altri importanti sportivi cechi ("Lukáš Pollert chiede") ed è un videoblogger attivo sul sito Vyladeno.tv.
Con la sua compagna, Pavla, ha sei figli, tre maschi e tre femmine. Sua sorella è l'attrice Klára Pollertová.